# Whammy!
Whammy! è il terzo album in studio del gruppo musicale new wave statunitense The B-52's, pubblicato nel 1983.

## Tracce
Lato 1
1. Legal Tender – 3:40
2. Whammy Kiss – 5:20
3. Song for a Future Generation – 4:00
4. Butterbean – 4:14

Lato 2
1. Trism – 3:23
2. Queen of Las Vegas – 4:40
3. Don't Worry – 4:01 – Yōko Ono cover
4. Big Bird – 4:14
5. Work That Skirt – 3:48 – Strumentale

## Formazione
- Kate Pierson - voce
- Fred Schneider - voce
- Keith Strickland - voce, batteria, chitarra, synth
- Cindy Wilson - voce
- Ricky Wilson - voce, chitarra, basso, synth